# Tossicia
Tossicia község (comune) Olaszország Abruzzo régiójában, Teramo megyében.

## Fekvése
A megye délnyugati részén fekszik. Határai: Colledara, Fano Adriano, Isola del Gran Sasso d’Italia és Montorio al Vomano.

## Története
A település valószínűleg a 10-11. században alakult ki. A következő századokban nemesi birtok volt. Önálló községgé a 19. század elején vált, amikor a Nápolyi Királyságban felszámolták a feudalizmust. Épületeiben súlyos károkat okoztak a vidéken gyakori földrengések (1703-ban, 1706-ban).

## Népessége
A népesség számának alakulása:

## Főbb látnivalói
- Santa Sinforosa-templom
- Sant’Antonio Abate-templom
- Santa Maria della Neve-templom